# Śląsk Opawski
Śląsk Opawski (Śląsk karniowsko-opawski; cz. Opavské Slezsko, niem. Troppauer Schlesien) – zachodnia część Śląska Czeskiego z ośrodkiem w Opawie, historycznie w większości w granicach Górnego Śląska poza południowym skrawkiem biskupiego księstwa nyskiego (w przybliżeniu powiat Jesionik). 

## Historia
Tereny te zamieszkiwało we wczesnym średniowieczu śląskie plemię Golęszyców, których zdaniem historyków centralny gród był w miejscu dzisiejszych Holasovic, jednak brak dowodów archeologicznych czyni wspomnianą lokalizację wątpliwą. W wiekach X-XII obszar tego plemienia stanowiły przedmiot ciągłych wojen polsko-czeskich. W wyniku pokoju kłodzkiego kończącego pięcioletnią wojnę (1132–1137) Bolesława Krzywoustego z Sobiesławem I, większość Śląska pozostała przy Polsce, zaś ziemia kłodzka i opawska przypadły Czechom i w początkowym okresie istnienia osady Opawa była częścią Margrabstwa Moraw i diecezji ołomunieckiej (do którego większa część regionu należała aż do 1978).
W 1201 wzmiankowana jest provincia Golassizch.
W 1269 król Czech, Przemysł Ottokar II, osadził na tronie utworzonego księstwa opawskiego swego syna z pozamałżeńskiego związku, Mikołaja I, który dał początek śląskiej linii Przemyślidów rządzącej księstwami opawskim, za którego początek uważa się często jednak dopiero 1318 rok (do 1456), karniowskim (do 1474), a potem także raciborskim (do 1521) i integracji regionu z Górnym Śląskiem, za którego część zaczęto uważać od końca XV wieku, w dobie integracji administracyjnej przeprowadzonej przez króla węgierskiego Macieja Korwina. Proces ten nie zakończył się jednoznacznie przez jeszcze przez kilkaset lat.
Północna, znajdująca się w Jesionikach część, znajdowała się w obrębie kościelnego księstwa nyskiego i diecezji wrocławskiej, będącego własnością biskupów wrocławskich (w Javorníku znajduje się dawna letnia siedziba biskupia).
W czasie panowania dynastii Jagiellonów na tronie czeskim namiestnikiem księstwa opawskiego w latach 1501–1506 był przyszły król polski Zygmunt I Stary. W 1515 roku w dożywotnie władanie księstwo objął Kazimierz II, książę cieszyński z dynastii Piastów.
Po wojnach śląskich (1740–1763), Śląsk opawsko-karniowski (bez obszaru dystryktu kietrzańskiego) wraz ze Śląskiem Cieszyńskim stały się jedynymi śląskimi terenami pozostałymi w granicach państwa Habsburgów. Tereny te posiadały szeroką autonomię, jej specyfikę urozmaicały również wciąż istniejące morawskie enklawy na Śląsku. Śląsk opawski zwany był wówczas Śląskiem zachodnim (niem. Westschlesien) i wraz ze Śląskiem wschodnim (niem. Ostschlesien) – czyli Księstwem Cieszyńskim tworzył w nomenklaturze habsburskiej Księstwo Dolnego i Górnego Śląska z centrum w Opawie.
Przez długi czas w Javorníku znajdującym się w podzielonym granicą prusko-habsburską księstwie biskupim rezydowali biskupi wrocławscy – którzy nie byli mile widziani na wrocławskim Ostrowie Tumskim ze względu na konflikty z władzami pruskimi.

Śląsk Opawski oraz Śląsk Cieszyński (11) w monarchii Austro-Węgierskiej

W 1918 roku po upadku imperium Habsburgów całość tych ziem znalazła się w Czechosłowacji. Także należący wcześniej do Cesarstwa Niemiec, a zamieszkany częściowo przez ludność morawską kraik hulczyński (południowa część powiatu raciborskiego) między Opawą, Ostrawą i Boguminem, został przekazany Czechosłowacji.
Jednak w większości Śląsk Opawski zamieszkiwali – zwłaszcza pogórskie obszary Jesioników w północnej części z głównym ośrodkiem w Karniowie – Niemcy sudeccy, będący potomkami osadzanych w średniowieczu na całym południu Śląska niemieckich kolonistów z Turyngii i Frankonii. Ludność czeska posługująca się gwarami laskimi zamieszkiwała głównie kotlinę wokół miasta Opawy, obszar najdogodniejszy rolniczo i najstarszego osadnictwa.
Pod koniec międzywojnia stało się to pretekstem do hitlerowskich nacisków na Czechosłowację. W 1938 wraz z innymi ziemiami pogranicza czesko-niemieckiego i austriackiego Śląsk opawski został przekazany III Rzeszy na mocy układu monachijskiego i stał się częścią Kraju Sudetów. Po II wojnie światowej niemal wszyscy Niemcy zostali przymusowo wysiedleni. W 1978 powstała diecezja ostrawsko-opawska, kończąc wielowiekowy okres przynależności regionu do diecezji ołomunieckiej i wrocławskiej.
To właśnie ze względu na Śląsk Opawski (i część Cieszyńskiego) w herbie Czech można zobaczyć czarnego śląskiego orła na złotym tle.